# Impatiens obcordifolia
Impatiens obcordifolia är en balsaminväxtart som beskrevs av Tardieu. Impatiens obcordifolia ingår i släktet balsaminer, och familjen balsaminväxter. Inga underarter finns listade i Catalogue of Life.